# Romain Sicard
Romain Sicard (Hazparne, Iparralde, 1 de gener de 1988), és un ciclista francès que ha corregut en l'estructura de Miguel Madariaga, ja sigui en el filial (Orbea, de categoria continental, l'any 2009), o en l'equip UCI ProTour (Euskaltel-Euskadi, a partir de l'any 2010). Des del 2014 fins a la seva retirada milità al Team Europcar, actualment Direct Énergie.
Va començar a practicar ciclisme de competició a Tarba. Posteriorment va anar a Colomièrs i a Blanhac, on va obtenir un vagatge molt complet, on hi destaquen diversos títols francesos de ciclisme en pista de categories inferiors.

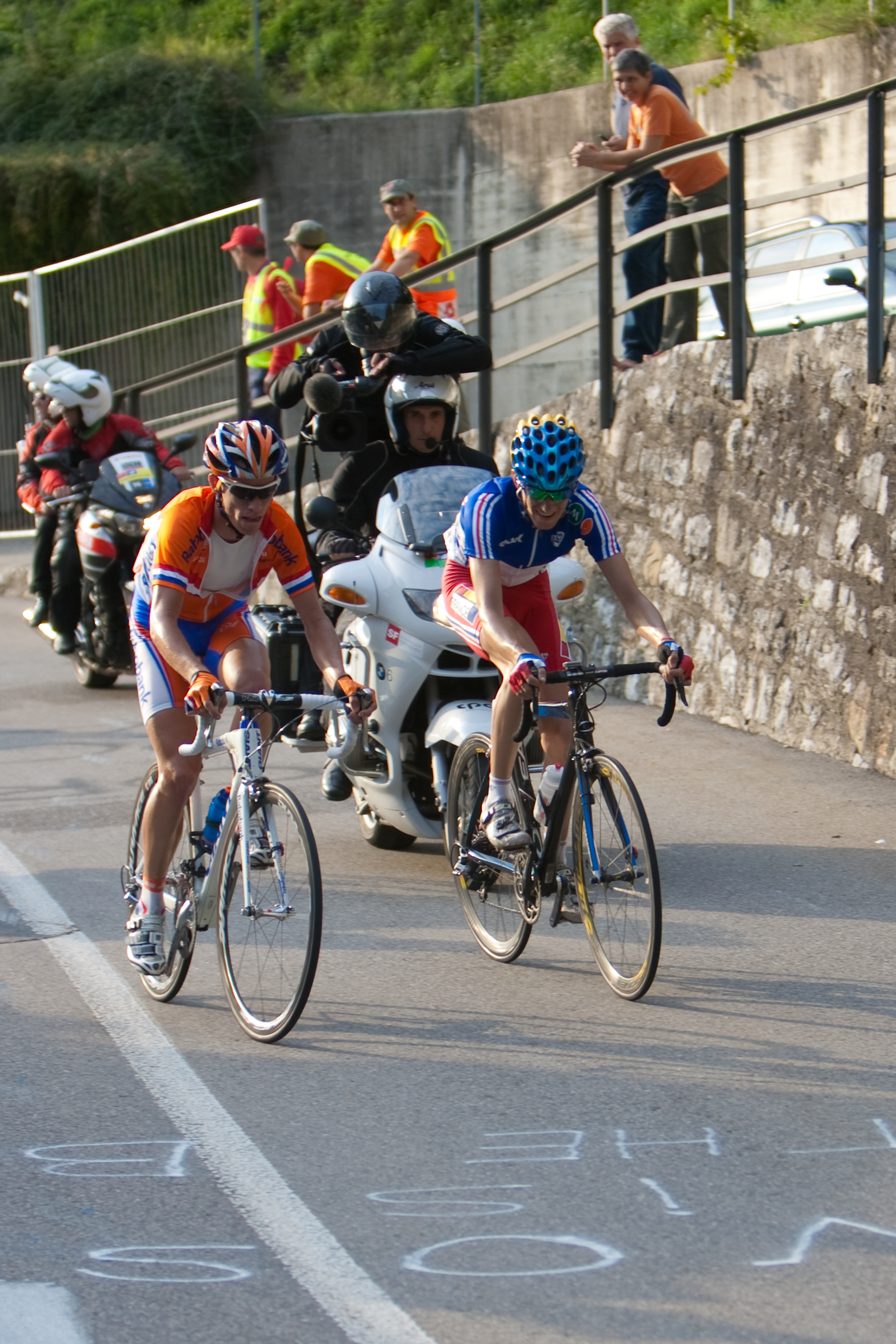
Sicard, camí de l'or a Mendrisio junt amb l'holandès Michel Kreder.

Per la qualitat i per ser nascut al País Basc del Nord, es va guanyar un lloc al filial de l'Euskaltel-Euskadi, l'Orbea, que li donava l'oportunitat de córrer tant proves de la seva categoria, sots 23, com d'agafar experiència en proves professionals. No va trigar a demostrar la seva qualitat amb una gran victòria a la prova per a professionals, la Pujada al Naranco, després de més de 100 km escapat.
Posteriorment, s'imposava en una etapa de la prova per a sots 23 francesa de la Ronde de l'Isard, en l'etapa reina que acabava al mític cim de Plateau de Beille, així que no va tenir cap problema de ser seleccionat per França a l'hora d'anar a córrer la prova amb més prestigi del calendari amateur internacional, el Tour de l'Avenir. Allà arribà escapat a la primera etapa, agafà el lideratge a l'etapa de Gérardmer, que consolidà en imposar-se sorprenentment a la contrarellotge. Obtingué la victòria final tot i una penalització de dos minuts per ajuda a un corredor d'un altre equip.
Amb això ja s'havia guanyat el pas a l'equip Euskaltel-Euskadi, però encara faltava el millor: la victòria al mundial de la categoria, disputat, igual que el de professionals, a Mendrisio (Suïssa), en un circuit selectiu que li anava molt bé pel seu perfil escalador. Allà també entrà en solitari a meta, aconseguint una gesta amb tan sols un precedent, de Régis Ovion (any 1971): guanyar el mundial amateur i el Tour de l'Avenir el mateix any.
Va debutar l'any 2010 amb la primera prova UCI ProTour del calendari, el Tour Down Under australià, celebrat a mitjans de gener.

## Palmarès
- 2004
  -  Campió de França de la cursa americana cadets
- 2008
  -  Campió de França de scratch
  - 1r al Trofeu de l'Essor
- 2009
  -  Campió del món en ruta sub-23
  - 1r a la Pujada al Naranco
  - 1r al Tour de l'Avenir i vencedor d'una etapa.
  - Vencedor d'una etapa de l'etapa de Ronde de l'Isard

### Resultats a la Volta a Espanya
- 2012. 44è de la classificació general
- 2014. 13è de la classificació general
- 2015. 15è de la classificació general
- 2016. 55è de la classificació general
- 2020. 45è de la classificació general

### Resultats al Tour de França
- 2013. 122è de la classificació general
- 2015. 33è de la classificació general
- 2016. 81è de la classificació general
- 2017. 66è de la classificació general
- 2018. 73è de la classificació general
- 2019. 80è de la classificació general
- 2020. 31è de la classificació general

### Resultats al Giro d'Itàlia
- 2014. 51è de la classificació general